# کتل (عزاداری)
کتل، یکی از وسیله‌های نمادین بکار رفته در آیین سوگواری عاشورا در میان شیعیان است. کتل، میله‌ای بلند تا ارتفاع ۶ متر است که با پارچه‌های سبز، مشکی و قرمز تزئین شده و به عنوان نمادی جهت عزاداری و سوگواری مورد استفاده شیعیان خصوصاً ایرانی، قرار می‌گیرد.

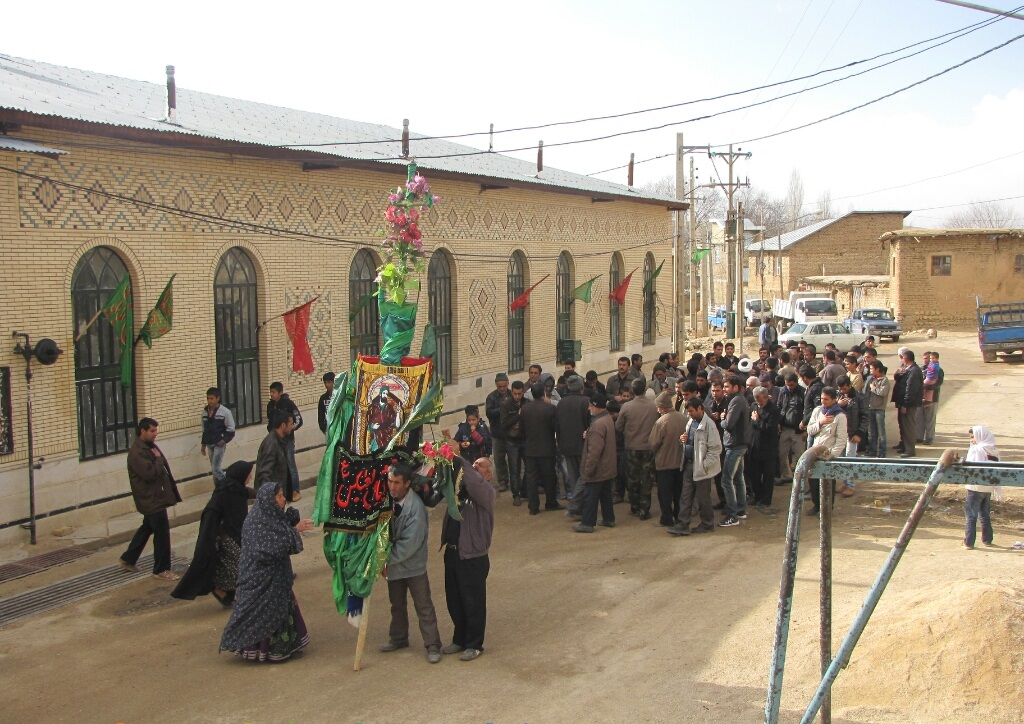
حمل کتل در دسته عزاداری محرم

دهخدا در تعریف کتل، می‌نویسد: کتل را دسته‌ای از اسبان که در مراسم عزاداری با هیئت و آرایش مخصوص حرکت کنند، دانسته و نیز گفته‌اند که کتل همان علم است که قسمت فوقانی آن را به پیراهن بی‌آستین مانندی بپوشند، همانند تکیه و متکایی که بر چوبی نصب شده باشد و همراه علامت و بیرق در مراسم عزاداری حرکت دهند.
معنای اصطلاحی دیگر کتل، کتل بستن است؛ تکیه‌های مشهور در گذشته، کتل می‌بستند. یعنی پسر بچه دو سه ساله‌ای را در حالی که غرق در جواهرات و طلاجات می‌کردند، بر اسب زینت کرده‌ای می‌نشاندند و عده‌ای از جوانان قوی هیکل و بزن‌بهادر را با شمشیر و قداره به منظور حفاظت در اطراف آن می‌گماردند و ادعا داشتند که هیچ‌کس نمی‌تواند کودکی را با این همه طلا و جواهر از جمع عزاداران ما بیرون ببرد و این را نشانه برتری و قدرتمندی دسته و تکیه محله خود می‌دانستند. عده‌ای از مردم برای سلامتی پسر دو سه ساله خود، نذر می‌کردند که او را کتل کنند…
باید دانست که کتل، یکی از وسیله‌های نمادین بکار رفته در آیین سوگواری عاشورا در میان شیعیان است. کتل، میله‌ای بلند تا ارتفاع ۶ متر است که با پارچه‌های سبز، مشکی و قرمز تزئین شده و به عنوان نمادی جهت عزاداری و سوگواری مورد استفاده شیعیان خصوصاً ایرانی، قرار می‌گیرد. کتل‌ها از جنس چوب و فلز ساخته می‌شوند و در بین شیعیان برخی مناطق، تقدس بخصوصی دارند.

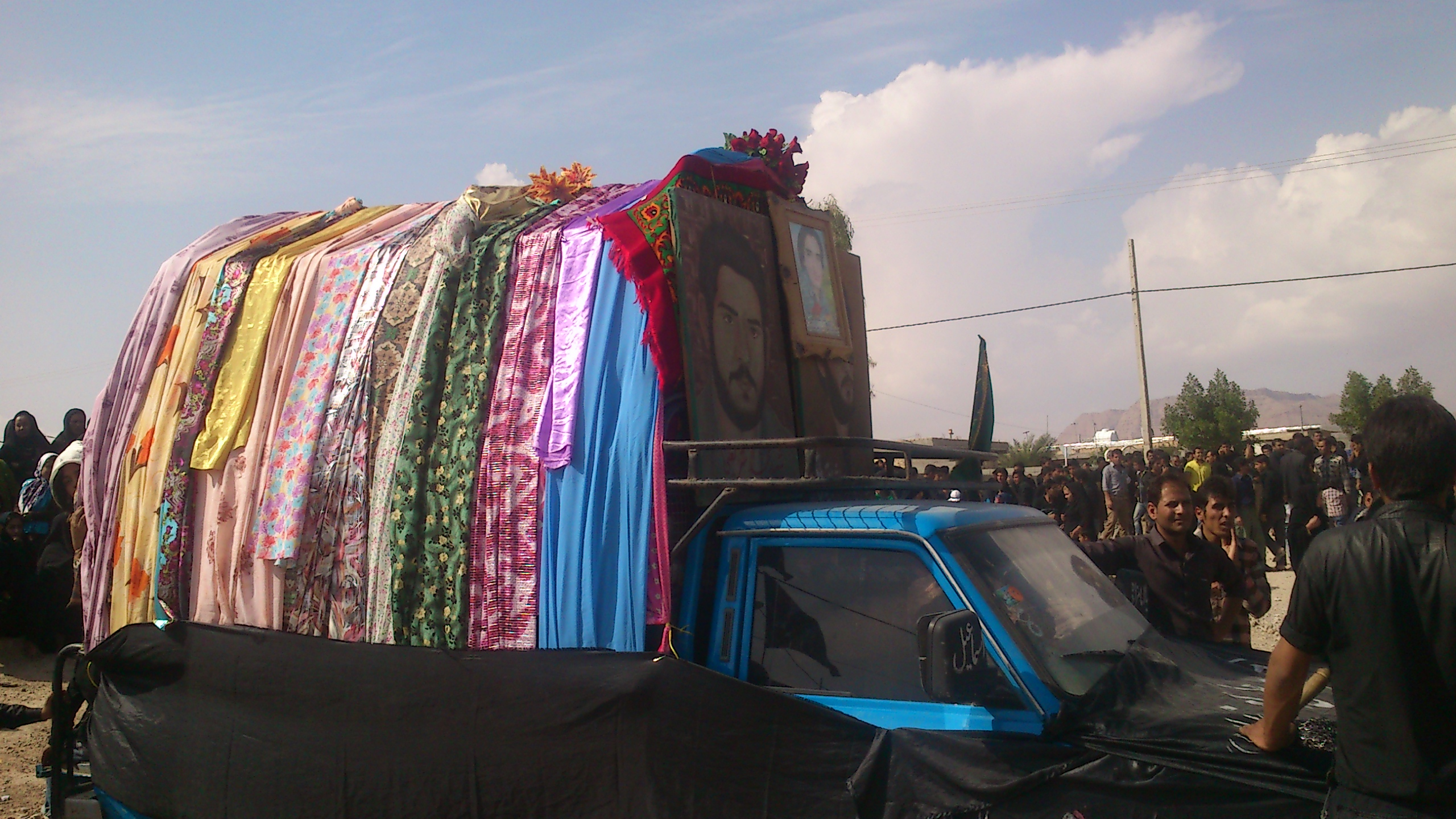
کتل، نماد حجله قاسم

## کتل در فرهنگ
کتل‌گردانی، مراسمی است که در شهرهایی چون فارس، مشهد، اردبیل و تبریز شهرت دارد و غالباً در جلوی دسته‌جات عزاداری حرکت داده می‌شود. استفاده از این آلات عزاداری، قدمتی دیرینه دارد. یکی از گزارش‌ها تاریخی در این باره، گزارشی از هاینریش بروگش آلمانی، که از سیاحان دوره قاجار است، می‌باشد، وی در زمان ناصرالدین شاه از مراسم عزاداری که «درمیان باغ کاخ ونزدیک اتاقی که شاه برای تماشای تعزیه درآن می‌نشست» می‌نویسد: «مهمانان درون چادر بزرگی نشسته بودند و مراسم را تماشا می‌کردند. درآغاز مردان قوی هیکلی علامات و علم‌هایی را به میدان می‌آوردند». بعدازاین هشت نفر وارد میدان شدند که یک چارچوبی را بر دوش حمل می‌کردند و روی این چارچوب چیزی شبیه قبر درست کرده بودند و به ما توضیح که سمبل قبر پیغمبر اکرم اسلام است. روی قبر چندین طاق شال کشمیر کشیده بودند و چند شمع کافوری نیز روی آن دریک شمعدانی می‌سوخت. در دوطرف این قبر نیز دو نفر دیگر با علم و کتل حرکت می‌کردند»
همچنین کتل‌گردانی در برخی مناطق چون کهگیویه و بویراحمد، با موسیقی خاصی همراه است.

## کتل در ادبیات
باید دوباره خیمهٔ غم دست و پا کنیم /// پرچم، کتل، کتیبه، علم دست و پا کنیم
بعد از دو ماه گریه به ارباب بی کفن /// اشکی برای شاه کرم دست و پا کنیم
[شاعر: محمود مربوبی]